# Estás
Estás es una parroquia del municipio de Tomiño, en la provincia de Pontevedra. Según el INE, en 2021 tenía 421 habitantes, 216 varones y 205 mujeres.
Pertenece al arciprestado de A Guarda-Tebra, en la diócesis de Tuy-Vigo.

## Patrimonio

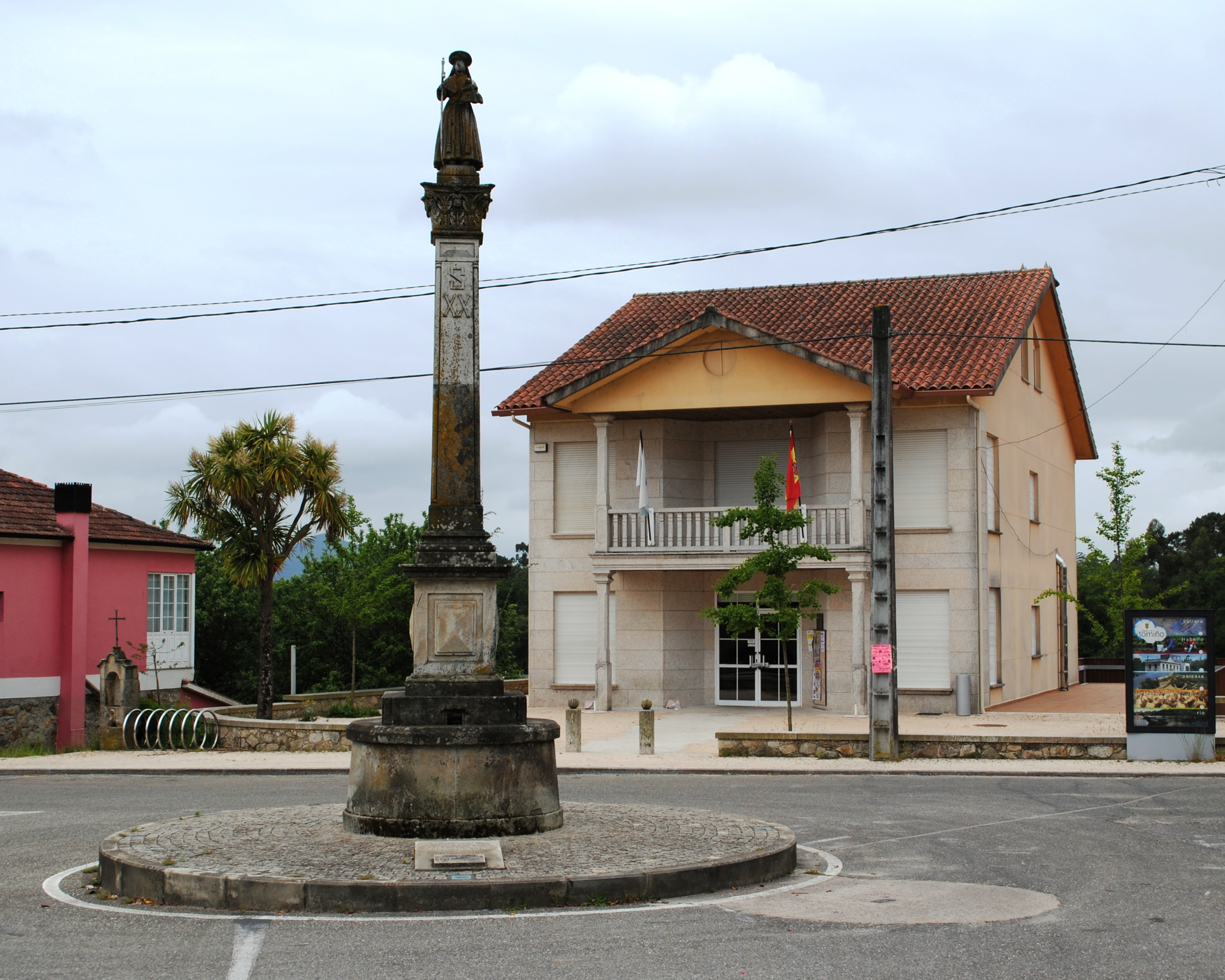
Escultura de la Virgen Peregrina.

En esta parroquia se encuentra un castillo medieval que en la actualidad está desenterrado.

## Fiestas
La parroquia celebra las fiestas de la Virgen Peregrina el último fin de semana de agosto y la de San Sebastián el 20 de enero. En la fiesta del verano, los niños hacen una danza popular y dos niñas más pequeñas sentadas en el carro de la virgen tiran flores acompañadas de otras dos niñas vestidas de comunión que hacen lo mismo.